# Fortune and Men's Eyes
Fortune and Men’s Eyes (Al Sordo Cielo en Latinoamérica; Los ojos de la cárcel en España) es una obra de teatro de 1967 y una película de 1971, escrita por John Herbert, sobre la experiencia de un joven en la cárcel, explorando temas como la homosexualidad y la esclavitud sexual.

## Guion de la Obra
El guion muestra a Smitty, de 17 años, luego de que es sentenciado a seis meses en un reformatorio. Sus compañeros de celda son Rocky, un “peligroso e impredecible” joven de 19 años, cumpliendo sentencia por robar el auto de un hombre que era su amante; Mona, de 18 o 19 años, que cumple sentencia por ofrecimiento homosexual a un grupo de chicos; y Queenie (o "Reinita"), un homosexual extravagante cumpliendo pena por robar a una anciana. El único personaje adicional que aparece en escena es un guardia de prisión.
Smitty, quien afirma ser heterosexual, parece integrarse rápidamente con sus nuevos compañeros de celda. Queenie, que tiene amigos entre los “políticos” de la prisión, le dice qué es lo que puede esperar, y le advierte que Mona había sido violada por una pandilla porque no se hizo de un “papito” que cuidara de él. Más adelante Rocky manipula a Smitty para que se convierta en su subordinado sexual amenazándolo con correr la misma suerte que Mona de negarse. Smitty trata de llevar lo mejor posible su nueva situación, y descubre que Rocky conoce un secreto de un soborno que aceptó el guardia, y utiliza ese secreto para influenciar al guardia para su conveniencia. Smitty también aprende sobre lo horrores a los que son sometidos los reclusos que no cooperan. Queenie envalentona a Smitty para golpear a Rocky y esparcir la noticia, para que pueda ganar un mejor protector entre los “políticos” de la guardia; Queenie hace esa sugerencia para su propio beneficio más que para el de Smitty.
En vísperas de Navidad, los reclusos se preparan para participar en un concurso. Queenie tiene planeado un acto de transformismo, mientras que Mona intenta leer Shakespeare. El número de Mona es rechazado a último minuto, y Smitty usa la información que tiene para que el guardia acceda a dejarlos solos con Mona mientras que todo el mundo se encuentra mirando el show. Mona le admite que lo acusaron falsamente del crimen por el que cumple sentencia, y Smitty admite que no se encuentra feliz que ahora sea Queenie quien le elige sus amantes. Smitty le ofrece a Mona ser su “papito”, lo que Mona rechaza. Smitty se molesta, pero Mona lo calma con el poema “Cuando entro en desgracia ante mi fortuna y los ojos de los hombres”, de Shakespeare. Los dos se ríen y abrazan cuando Rocky y Queenie vuelven del concurso: Rocky y Queenie inmediatamente comienzan a golpear a Mona, acusándolo de incitar sexualmente a Smitty. El guardia se lleva a Mona para ser torturada, a pesar de las súplicas de Smitty’s. Furiosamente, Smitty amenaza tanto a Queenie como a Rocky, ocupando el lugar del nuevo macho dominante en la celda. La obra acaba con Smitty escuchando el castigo de Mona fuera de escena y jurando “devolvérselos”.

## Historia
El título de la obra viene del Soneto 29 de William Shakespeare, que comienza diciendo “Cuando entro en desgracia con mi fortuna y los ojos de los hombres”. Esta ha sido traducida a 40 idiomas y producida en cerca de 100 países. Es la más obra canadiense más publicada y ganó el premio Massey del Festival de Drama Dominion en 1969 (un premio que Herbert rechazó) y el premio Floyd S. Chalmers a la Obra Canadiense en 1975.
Fortune and Men’s Eyes fue inspirada, en parte, por la experiencia personal de Herbert. En la década de 1940 fue atacado en la puerta de un bar gay mientras estaba en drag y lo aprendieron por indecencia basándose en el testimonio de los atacantes. Luego de la condena, fue llevado al Reformatorio de Ontario en Guelph. El personaje de Queenie en la obra es una personificación propia del autor.
Herbert encontró dificultades para poner en escena la obra. Después de ser rechazado por varios directores, Herbert, por recomendación de Robertson Davies, quien frecuentaba el Club Universitario en el que Herbert era mesero, envió el guion a Douglas Campbell en el Festival de Stratford. Campbell aceptó la obra para el equipo de jóvenes actores del festival y asigno a Bruno Gerussi como director, pero la mesa de directores prohibió la producción ya que iba a ser puesta en escena públicamente.
Herbert envió una copia de Fortune and Men’s Eyes al renombrado crítico de teatro canadiense Nathan Cohen, quien le respondió “Espero que entiendas que no tiene en absoluto posibilidades de tener una producción profesional en Canadá. Me tomé el atrevimiento de enviarla a un productor de mi confianza en Nueva York aunque, por supuesto, no le prometo nada”. Cohen recomendó la obra al agente de prensa de Broadway David Rothenberg, quien a su vez se la recomendó a Dustin Hoffman. Hoffman mostró la obra en el taller del Estudio de Actores de Nueva York en el año 1966, haciendo el papel de Rocky, mientras que Jon Voight interpretó a Smitty.
La obra producida por Rothenberg fue presentada en el off-Broadway de en la Ciudad de Nueva York, en la Actors Playhouse, desde el 23 de febrero de 1967 hasta enero de 1968. Las críticas fueron mixtas, y muchos de los críticos quedaron impactados por la temática que abordaba. El crítico Herbert Whittaker escribió en El Globo y Correo que la obra era “el arte de lavar nuestra lencería sucia en el jardín del vecino.” Cohen escribió en la Estrella de Toronto que la obra “despega la alfombra y muestra lo que hay debajo”; y agregó que “responde cuestionamientos profundamente perturbadores sobre prejuicios personales y sociales muy establecidos. No enriquece nuestra percepción. La socava.”
Fortune and Men’s Eyes inspiró la creación de la Fortune Society, una organización con base en la ciudad de Nueva York para la defensa y el apoyo a exdetenidos.
La obra visitó a Chicago, San Francisco, Montreal, y Toronto.
En 1969 la obra fue producida y dirigida por Sal Mineo en el Teatro Coronet de Los Ángeles. Don Johnson interpretó el papel principal de Smitty y Michael Greer el papel de Queenie, compañero de celda de Smitty. Mineo tomó el papel de Rocky. La producción cosechó ganó más aprobación de la crítica, pero incluyendo escenas adicionales que no habían sido aprobadas por Herbert.

## Adaptación al Cine
Una adaptación al cine de Fortune and Men’s Eyes fue realizada en 1971. Dirigida por Harvey Hart,  protagonizada Wendell Burton como Smitty, Michael Greer como Queenie, Danny Freedman como Mona, Hugh Webster como Rabbit y Zooey Hall como Rocky..
Freedman ganó el Premio a la Película Canadiense por Mejor actor de Reparto en la gala 23° de los Premios a la Película Canadiense en 1971.